# Глендон (Альберта)
Глендон (англ. Glendon) — село в Північній Альберті на північ від міста Сент-Пол в Канаді, яке є осередком українців канади. Село отримало назву від дошлюбного прізвища матері першого поштмейстера.

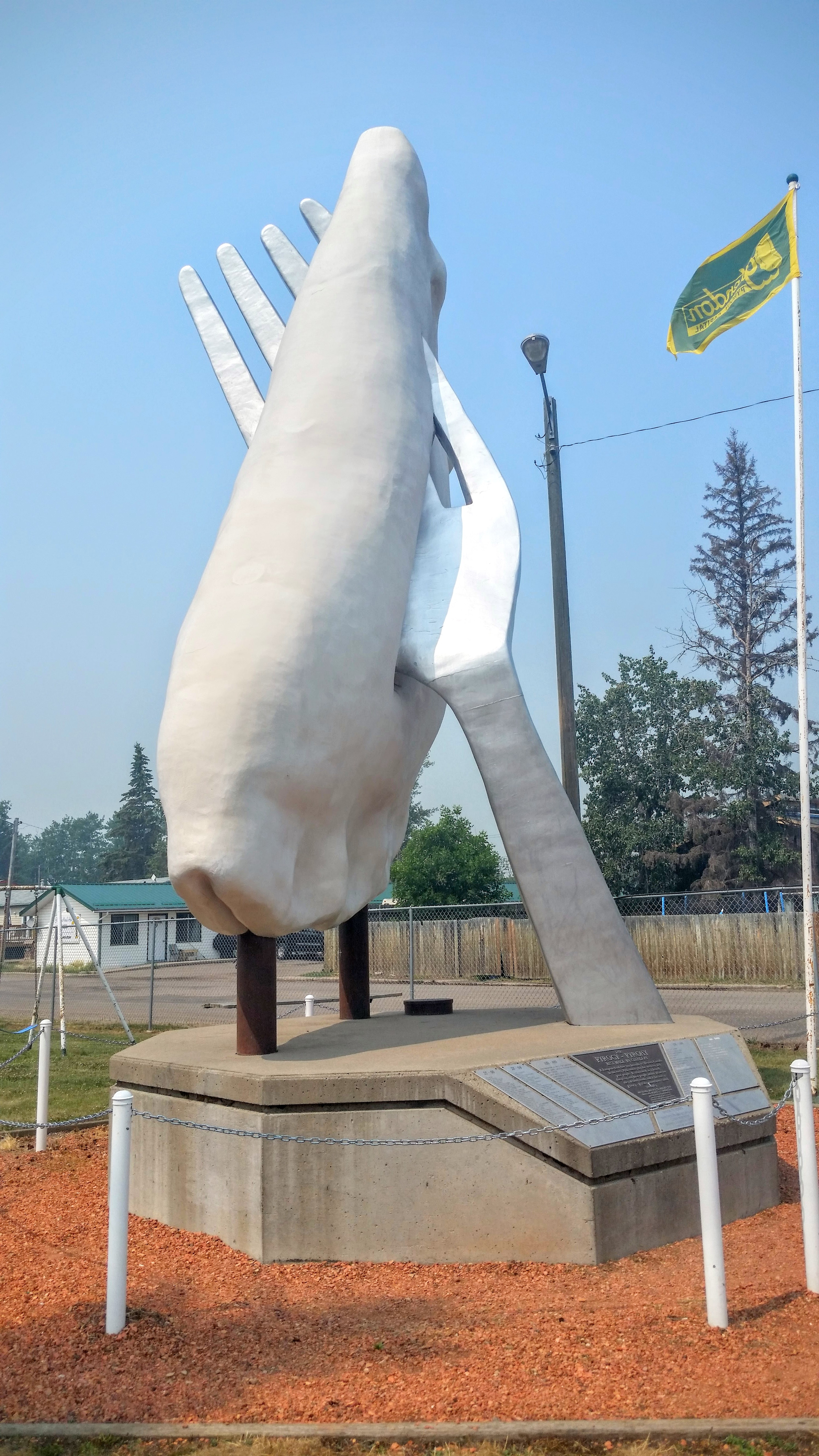
Найбільший в світі вареник

У 1991 році на центральній площі Глендона відкритий пам'ятник варенику — його офіційному символу, заввишки 7,6 метрів і вагою 2700 кг, в комплекті з виделкою (24,9 футів). Цей пам'ятник є одним з «Гігантів прерій» Поруч з придорожною пам'яткою знаходиться кафе «Perogy», де готують «українські та китайські вареники». Спочатку вареник був без виделки, але потім до нього додали виделку. Пам'ятник важить 2718 кг.
У Глендоні проживає колишній гравець NHL Стен Смил.

## Демографія
Згідно з переписом населення 2016 року, проведеного бюро статистики Канади, чисельність населення села Глендон становить 493 особи, як проживають у 208 із 234 приватних будинках. Це на 1,4 % більше, ніж за переписом населення 2011 року, коли тут проживало 486 людей. Площа земельної ділянки складає 1,99 квадратних кілометри (0,77 кв. милі) при щільності населення 247,7/кв.км. (641,6/кв. милі)  у 2016 році.
За переписом 2011 року в селі Глендон проживало 486 жителів у 204 із 229 приватних будинках. Це на 15.4 % більше в порівнянні з 2006 роком, коли проживало 421 житель. Площа земельної ділянки складала 1,98 квадратних кілометри (0,76 кв. милі) при густоті населення 245,5/кв.км. (635,7/кв. милі) у 2011 році.
За даними муніципального перепису 2007 року, у селі Глендон проживало 483 жителі.
У 2006 році Глендон мав населення 421, які проживали в 185 житлових будинках, що на 8,3 % більше в порівнянні з 2001 роком. Площа земельної ділянки складала 1,98 квадратних кілометри (0,76 кв. милі) при щільності населення 212,3/кв.км. (550,0/кв. милі).